# Jörg Kalt
Pour les articles homonymes, voir Kalt.
Jörg Kalt (né le 11 janvier 1967 à Suresnes, mort le 1er juillet 2007 à Vienne) est un journaliste, réalisateur et scénariste autrichien.

## Biographie
Kalt grandit à Zurich et à Munich. Il étudie l'anglais et le droit à l'université de Zurich. En 1991, il se tourne vers le cinéma et étudie la réalisation pendant deux ans à l'académie du cinéma de Prague et à partir de 1994 à l'académie du cinéma de Vienne (de) auprès de Peter Patzak. Kalt travaille comme journaliste et chroniqueur, notamment pour le magazine suisse Du (de). Kalt travaille sur des scénarios de Mirjam Unger (de), Antonin Svoboda et Barbara Albert.
Kalt  attire rapidement l'attention avec ses films. Son premier film Richtung Zukunft durch die Nacht reçoit le prix du jury du festival Max Ophüls à Sarrebruck. Crash Test Dummies est présenté à la Berlinale 2005 et a inauguré le festival Diagonale à Graz la même année.
Alors qu'il avait écrit un scénario et recherchait des financements, Jörg Kalt se suicide le 1er juillet 2007 à Vienne, à l'âge de 40 ans, ce qui est inattendu pour ses proches. Ce scénario deviendra le long-métrage Animals réalisé par le Suisse Grzegorz Zgliński, tourné en 2016 et sorti en 2017.

## Filmographie
- 1993 : Vecnost zacíná tady (court-métrage)
- 1995 : Taste the Waste (court-métrage)
- 1996 : Pokerfresse (court-métrage)
- 1997 : Lesen.Macht.Tod (court-métrage)
- 1997 : Bitte, Danke - Gute Fahrt! (court-métrage)
- 1999 : Meine Mutter war ein Metzger (court-métrage)
- 2000 : Living in a Box (court-métrage documentaire)
- 2002 : Richtung Zukunft durch die Nacht
- 2005 : Crash Test Dummies
- 2007 : Immer nie am Meer
- 2016 : Shops Around the Corner (scénario)
- 2017 : Animals (scénario)